# Йенигюн (квартал в Багджълар)
„Йенигюн“ (на турски: Yenigün) е квартал на Истанбул, разположен в околия Багджълар. Общата му площ е 0,27 км2. Според данни на Адресната система за регистриране на населението (ABPRS) към 2023 г. населението на „Йенигюн“ е 21 166 жители.